# Панкратьев, Семён Иванович
Семён Ива́нович Панкра́тьев (ум. после 1719 года) — гость московский, русский государственный и общественный деятель допетровского и петровского времени.

## Биография
Сын первостатейного купца из Москвы и президента Корабельной палаты, что строила Воронежский флот Ивана Даниловича (умер около 1711 года). В 1687 указом царей Ивана и Петра был награждён за то, что, не жалея своего имущества, выделял деньги на выплату жалования ратным людям. Этот указ — первое упоминание о деятельности Семёна Ивановича, который примерно до 1711 года, пока был жив его отец, вёл многие дела совместно с ним. Действовал и имел торговые интересы в Великом Устюге, Устюжне, Вологде. Склады купец держал на московском Гостином дворе. Торговал солью, серой и селитрой, хлебом, салом, мехами, тканями и пр. В 1700-е годы инспектор Санкт-Петербургской ратуши, управлявшей российскими финансами. На этой должности он удостоился комплиментарных комментариев даже от ряда критиков учреждения.
В 1713 вошел в «коллегиум» для совещания о торговых делах, как один из лучших купцов. В том же году заслужил похвалу от Сената за грамотность в целом и в торговых делах в особенности, а также знатность. Занимался разработкой нового торгового устава и был отряжен для сношений с иностранцами по поводу заключения договоров с Англией и Голландией и обсуждения их условий. Несколько лет Панкратьев был одним из руководителей Денежного двора в Китай-городе. В числе прочих гостей был отправлен на жительство в Санкт-Петербург в 1714 году (впервые идея направить его туда родилась тремя годами ранее). После 1719 сведения о нём отсутствуют.
У С. И. Панкратьева было два брата, которых он пережил и которые, видимо, не оставили потомства мужского пола. У самого Семёна Ивановича родились сын Михаил (вероятно, умер в малолетстве), а также дочь Авдотья (позже она вышла замуж за видного государственного деятеля И. И. Исаева).